# 艾蘭福爾斯 (緬因州)
艾蘭福爾斯（英語：Island Falls）是一個位於美國緬因州阿魯斯圖克縣的市鎮。

## 人口
根據2020年美國人口普查的數據，艾蘭福爾斯的面積為105.57平方千米，當中陸地面積為93.32平方千米，而水域面積為12.25平方千米。當地共有人口758人，而人口密度為每平方千米7人。